# Tsjechisch curlingteam (vrouwen)
Het Tsjechisch curlingteam vertegenwoordigt Tsjechië in internationale curlingwedstrijden.

## Geschiedenis
Tsjechië nam voor het eerst deel aan een groot toernooi tijdens het Europees kampioenschap van 1993 in het Zwitserse Leukerbad, in hetzelfde jaar dat het land onafhankelijk werd. Daarvoor had Tsjecho-Slowakije reeds enkele keren deelgenomen aan het EK. Sindsdien heeft Tsjechië aan elk Europees kampioenschap deelgenomen. De beste prestatie tot op heden werd neergezet in 2016, toen Tsjechië de vierde plaats bezette.
In 2007 nam Tsjechië voor het eerst deel aan het wereldkampioenschap. Het land kon slechts twee wedstrijden winnen, en eindigde op de voorlaatste plaats. De volgende drie edities dat Tsjechië deelnam, eindigde het zelfs telkens laatste. In 2018 werd de beste prestatie tot op heden neergezet, toen het team op de vijfde plaats eindigde. Op de Olympische Winterspelen was Tsjechië nog nooit present.

## Tsjechië op het wereldkampioenschap
| Jaar | Plaats        | Skip            | WG            | W             | V             | PV            | PT            |
| ---- | ------------- | --------------- | ------------- | ------------- | ------------- | ------------- | ------------- |
| 1993 | Geen deelname | Geen deelname   | Geen deelname | Geen deelname | Geen deelname | Geen deelname | Geen deelname |
| 1994 | Geen deelname | Geen deelname   | Geen deelname | Geen deelname | Geen deelname | Geen deelname | Geen deelname |
| 1995 | Geen deelname | Geen deelname   | Geen deelname | Geen deelname | Geen deelname | Geen deelname | Geen deelname |
| 1996 | Geen deelname | Geen deelname   | Geen deelname | Geen deelname | Geen deelname | Geen deelname | Geen deelname |
| 1997 | Geen deelname | Geen deelname   | Geen deelname | Geen deelname | Geen deelname | Geen deelname | Geen deelname |
| 1998 | Geen deelname | Geen deelname   | Geen deelname | Geen deelname | Geen deelname | Geen deelname | Geen deelname |
| 1999 | Geen deelname | Geen deelname   | Geen deelname | Geen deelname | Geen deelname | Geen deelname | Geen deelname |
| 2000 | Geen deelname | Geen deelname   | Geen deelname | Geen deelname | Geen deelname | Geen deelname | Geen deelname |
| 2001 | Geen deelname | Geen deelname   | Geen deelname | Geen deelname | Geen deelname | Geen deelname | Geen deelname |
| 2002 | Geen deelname | Geen deelname   | Geen deelname | Geen deelname | Geen deelname | Geen deelname | Geen deelname |
| 2003 | Geen deelname | Geen deelname   | Geen deelname | Geen deelname | Geen deelname | Geen deelname | Geen deelname |
| 2004 | Geen deelname | Geen deelname   | Geen deelname | Geen deelname | Geen deelname | Geen deelname | Geen deelname |
| 2005 | Geen deelname | Geen deelname   | Geen deelname | Geen deelname | Geen deelname | Geen deelname | Geen deelname |
| 2006 | Geen deelname | Geen deelname   | Geen deelname | Geen deelname | Geen deelname | Geen deelname | Geen deelname |
| 2007 | 11            | Hana Synáčková  | 11            | 2             | 9             | 50            | 75            |
| 2008 | 12            | Lenka Černovská | 11            | 0             | 11            | 48            | 83            |

| Jaar | Plaats        | Skip              | WG            | W             | V             | PV            | PT            |
| ---- | ------------- | ----------------- | ------------- | ------------- | ------------- | ------------- | ------------- |
| 2009 | Geen deelname | Geen deelname     | Geen deelname | Geen deelname | Geen deelname | Geen deelname | Geen deelname |
| 2010 | Geen deelname | Geen deelname     | Geen deelname | Geen deelname | Geen deelname | Geen deelname | Geen deelname |
| 2011 | 12            | Anna Kubešková    | 11            | 2             | 9             | 43            | 87            |
| 2012 | 12            | Linda Klímová     | 11            | 2             | 9             | 64            | 83            |
| 2013 | Geen deelname | Geen deelname     | Geen deelname | Geen deelname | Geen deelname | Geen deelname | Geen deelname |
| 2014 | 9             | Anna Kubešková    | 11            | 3             | 8             | 66            | 80            |
| 2015 | Geen deelname | Geen deelname     | Geen deelname | Geen deelname | Geen deelname | Geen deelname | Geen deelname |
| 2016 | Geen deelname | Geen deelname     | Geen deelname | Geen deelname | Geen deelname | Geen deelname | Geen deelname |
| 2017 | 7             | Anna Kubešková    | 11            | 5             | 6             | 65            | 78            |
| 2018 | 5             | Anna Kubešková    | 13            | 6             | 7             | 89            | 89            |
| 2019 | Geen deelname | Geen deelname     | Geen deelname | Geen deelname | Geen deelname | Geen deelname | Geen deelname |
| 2021 | 12            | Anna Kubešková    | 13            | 3             | 10            | 57            | 97            |
| 2022 | 12            | Alžběta Baudyšová | 12            | 2             | 10            | 55            | 91            |
| 2023 | Geen deelname | Geen deelname     | Geen deelname | Geen deelname | Geen deelname | Geen deelname | Geen deelname |
| 2024 | Geen deelname | Geen deelname     | Geen deelname | Geen deelname | Geen deelname | Geen deelname | Geen deelname |
| 2025 | Geen deelname | Geen deelname     | Geen deelname | Geen deelname | Geen deelname | Geen deelname | Geen deelname |

## Tsjechië op het Europees kampioenschap
| Jaar | Plaats | Skip              | WG | W | V | PV | PT  |
| ---- | ------ | ----------------- | -- | - | - | -- | --- |
| 1993 | 14     | Eva Šenfeldová    | 3  | 0 | 3 | 21 | 24  |
| 1994 | 8      | Eva Petráková     | 8  | 4 | 4 | 54 | 53  |
| 1995 | 10     | Renée Lepšíková   | 6  | 1 | 5 | 31 | 56  |
| 1996 | 10     | Eva Petráková     | 6  | 1 | 5 | 30 | 66  |
| 1997 | 9      | Lenka Šafránková  | 5  | 1 | 4 | 29 | 42  |
| 1998 | 13     | Renée Lepšíková   | 7  | 1 | 6 | 32 | 63  |
| 1999 | 12     | Pavla Rubášová    | 7  | 1 | 6 | 28 | 65  |
| 2000 | 10     | Vendula Blažková  | 6  | 3 | 3 | 41 | 45  |
| 2001 | 9      | Pavla Rubášová    | 8  | 6 | 2 | 66 | 42  |
| 2002 | 8      | Pavla Rubášová    | 11 | 3 | 8 | 59 | 105 |
| 2003 | 9      | Pavla Rubášová    | 10 | 2 | 8 | 54 | 76  |
| 2004 | 10     | Hana Synáčková    | 9  | 2 | 7 | 55 | 78  |
| 2005 | 12     | Hana Synáčková    | 8  | 7 | 1 | 87 | 27  |
| 2006 | 8      | Hana Synáčková    | 11 | 5 | 6 | 69 | 78  |
| 2007 | 8      | Lenka Černovská   | 12 | 5 | 7 | 64 | 85  |
| 2008 | 10     | Kateřina Urbanová | 9  | 1 | 8 | 42 | 65  |

| Jaar | Plaats | Skip               | WG | W  | V | PV  | PT |
| ---- | ------ | ------------------ | -- | -- | - | --- | -- |
| 2009 | 14     | Hana Synáčková     | 5  | 3  | 2 | 45  | 23 |
| 2010 | 11     | Anna Kubešková     | 14 | 13 | 1 | 135 | 66 |
| 2011 | 8      | Linda Klímová      | 12 | 5  | 7 | 70  | 82 |
| 2012 | 8      | Linda Klímová      | 10 | 3  | 7 | 54  | 69 |
| 2013 | 6      | Anna Kubešková     | 9  | 4  | 5 | 58  | 66 |
| 2014 | 10     | Linda Klímová      | 9  | 1  | 8 | 41  | 77 |
| 2015 | 12     | Anna Kubešková     | 11 | 8  | 3 | 87  | 64 |
| 2016 | 4      | Anna Kubešková     | 11 | 6  | 5 | 65  | 66 |
| 2017 | 7      | Anna Kubešková     | 9  | 3  | 6 | 46  | 62 |
| 2018 | 8      | Anna Kubešková     | 9  | 3  | 6 | 52  | 62 |
| 2019 | 6      | Anna Kubešková     | 9  | 3  | 6 | 53  | 60 |
| 2021 | 9      | Alžběta Baudyšová  | 9  | 2  | 7 | 35  | 70 |
| 2022 | 12     | Alžběta Zelingrová | 11 | 10 | 1 | 98  | 47 |
| 2023 | 9      | Anna Kubešková     | 9  | 2  | 7 | 40  | 73 |
| 2024 | 11     | Zuzana Paulová     | 11 | 10 | 1 | 94  | 43 |

Andorra · Australië · België · Brazilië · Bulgarije · Canada · China · Chinees Taipei · Denemarken · Duitsland · Engeland · Estland · Filipijnen · Finland · Frankrijk · Groot-Brittannië · Hongarije · Hongkong · Ierland · Italië · Jamaica · Japan · Kazachstan · Kenia · Kroatië · Letland · Litouwen · Luxemburg · Mexico · Nederland · Nieuw-Zeeland · Nigeria · Noorwegen · Oekraïne · Oostenrijk · Polen · Portugal · Qatar · Roemenië · Rusland · Schotland · Servië · Slovenië · Slowakije · Spanje · Thailand · Tsjechië · Tsjecho-Slowakije · Turkije · Verenigde Staten · Wales · Wit-Rusland · Zuid-Korea · Zweden · Zwitserland